# El Sabinito, Sinaloa
El Sabinito är en ort i Mexiko.   Den ligger i kommunen Mocorito och delstaten Sinaloa, i den västra delen av landet, 1 100 km nordväst om huvudstaden Mexico City. El Sabinito ligger 318 meter över havet och antalet invånare är 117.
Terrängen runt El Sabinito är kuperad åt nordost, men åt sydväst är den platt. Runt El Sabinito är det mycket glesbefolkat, med 6 invånare per kvadratkilometer. Närmaste större samhälle är Sitio de Abajo, 10,6 km söder om El Sabinito. I omgivningarna runt El Sabinito växer huvudsakligen savannskog.